# Битва под Любаром
Битва под Любаром (польск. Bitwa pod Lubarem) — сражение русско-польской войны 1654—1667, состоявшееся 16 сентября — 26 сентября 1660 года около местечка Любар. Польские войска в союзе с крымскими татарами разбили войска русской армии боярина Василия Шереметева и малороссийских казаков наказного гетмана Войска Запорожского Тимофея Цецюры.

## Предыстория
В 1660 году русское командование начало подготовку наступления на Львов. В Киеве собирались войска под командованием боярина Василия Шереметева. По планам, численность русских войск должна была составить около 19 000 человек, но из-за событий в Литве мобилизовать удалось только 15 000 человек. В июле 1660 года польско-литовские войска в Литве вышли к Днепру, взяли Шклов и перерезали эту водную коммуникацию. В результате отправка по реке полков корпуса князя Константина Щербатова из Смоленска в Киев не состоялась. В мае 1660 года в Киев пришли казацкие левобережные полки наказного гетмана Тимофея Цецюры, всего около 20 тысяч человек. Совместно с армией Шереметева должно было действовать казачье войско (от 20 до 30 тысяч человек) под началом гетмана Юрия Хмельницкого, соединение с которым предполагалось под Слободищами. Хмельницкий должен был двигаться вдоль правой стороны Днепра с целью пресечения соединения польско-литовской армии с войском Крымского хана. Хмельницкий также выделил отдельный отряд запорожцев для прикрытия границы с Крымским ханством, придав для усиления Черкасский и Каневский полки.
У Шереметева были большие планы похода и желание наступать вглубь Польши, которые всецело поддерживал Цецюра. Из всех воевод только князь Григорий Козловский возражал против этого, убеждая Шереметева, что нельзя доверять казакам, которые неоднократно изменяли своим союзникам и не стоит идти в Польшу, а нужно ждать врага на Украине, укрепляя города — но его мнение не было услышано. 17 августа 1660 года боярин Василий Борисович Шереметев начал поход на Львов. 25 августа к нему присоединился вышедший из Умани отряд князя Григория Козловского. В результате в армии Шереметева находились 15.031 человек и 33 пушки русского войска и около 20 000 человек и 7 пушек Войска Запорожского. По дороге Шереметев оставил 1 000 человек в гарнизоне Чуднова.
Узнав о наступлении русских, польский король направил свои войска навстречу неприятелю. Из Луцка выступили польские войска польного гетмана коронного Ежи Любомирского численностью около 15 000-19 000 человек. В Подолье к войскам Любомирского присоединился отряд Ивана Выговского численностью от 1 500 до 2 000 человек. Около Константинова Любомирский соединился с армией Великого гетмана коронного Станислава Потоцкого (около 8.000 человек), сформированной в Тарнополе.
Тем временем Шереметев подошёл к Котельне, где узнал, что польская армия стоит в Меджибоже. Одновременно Хмельницкий не смог остановить татарскую орду. 26 августа татарская армия нуреддин-султана Мурад-Гирея и царевича Сафа-Гирея численностью около 15.000 человек соединилась с польскими войсками.
9 сентября передовые отряды противников встретились под Бердичевым. До последнего момента Шереметев не знал о соединении Потоцкого с Любомирским и считал, что против него действуют незначительные силы коронного гетмана и крымских татар.

## Ход битвы
16 сентября 1660 года у местечка Любар армия Шереметева встретила польские войска. Правое крыло польской армии составляли конные полки гетмана Потоцкого, левое крыло — конные полки гетмана Любомирского, центр — пехота и артиллерия. Татары находились впереди и с флангов: на крайнем правом крыле — нураддин Мурад-Гирей, на крайнем левом — Сафа-Гирей. Шереметев и Цецюра встали табором напротив противника: правую часть табора занимали казаки Цецюры, левую — полки Шереметева.
Большое сражение началось около полудня 16 сентября «за высокий холм, что лежал между левым крылом московского и правым крылом польского войска». Шереметев отдал приказ 4 ротам пехоты с 4 пушками занять этот холм и удерживать его любой ценой, так как с этой важной позиции можно было обстреливать его войска. Поляки попытались сбить русскую пехоту с холма, но были отбиты. Тогда Потоцкий послал на помощь своим частям драгун полковника Бокума, а сам с конницей и татарами атаковал русско-казацкий лагерь. После жестокого часового боя войскам Потоцкого удалось почти захватить холм, но русская конница, укрытая за холмом, обошла драгун полковника Бокума и выбила поляков с холма. Потоцкий снова послал вперед конницу и пехоту, «закипела горячая битва, бились с великим упорством и напряжением, то одни, то другие брали вверх. В конце концов московская конница, понеся большие потери, стала отступать. Ещё некоторое время сражалась пехота, но и она также отступила». Шереметев, занятый обороной лагеря, не смог оказать помощь защитникам холма. Во время этой битвы польское левое крыло Любомирского атаковало казаков Цецюры, которые занимали правую сторону русско-казацкого табора. Казаки устроили вал и шанцы и успешно отбивались от поляков. Не желая штурмовать укрепленный лагерь, польские войска отступили, и сражение затихло.
Через некоторое время татары попытались атаковать казацкие шанцы, но, отбитые, побежали. Казаки бросились в преследование, оставив свои шанцы, но татары развернулись, атаковали казаков и обратили их в бегство. Увидев это, Любомирский послал на помощь татарам свою пехоту. Пользуясь замешательством казаков, польская пехота ворвалась внутрь табора. В это время Шереметев направил против поляков и татар свою пехоту и стал окружать увлекшегося боем противника. Не желая рисковать своими солдатами, Любомирский отдал приказ об отступлении. Во время боев 16 сентября Шереметев лично несколько раз появлялся в поле в опасных местах. Полякам даже удалось пленить знаменщика, что стоял при воеводе и держал над ним знамя. Один раз пушечное ядро попало в шатер Шереметева. К вечеру бои прекратились без явного перевеса сторон.
Шереметев принял решение перейти к обороне. Он занял оборону в своем лагере, огородившись обозом и валом, и стал ожидать прибытия казаков Хмельницкого. Оказавшись в окружении многочисленных польско-татарских сил, воевода ещё не думал об отступлении. Шереметев рассчитывал на помощь гетмана, который, прояви он решительность, мог бы изменить ход всей кампании. Но Хмельницкий не появился, татарские отряды перерезали дороги, припасы русского-казацкого войска истощались.

## Отвод русских войск к Чуднову
26 сентября, не дождавшись помощи, Шереметев начал отвод к местечку Чуднов, рассчитывая, что Хмельницкий выйдет там на соединение. Русские соорудили из возов подвижный табор (вагенбург), связав телеги железными цепями. Для защиты от пуль на возы насыпали землю и поставили легкие пушки. Между 16 рядами повозок двигалась кавалерия и пехота. Впереди шёл отряд, прорубавший просеку сквозь лес. По сообщению польских источников, «свидетели, которые видели этот большой подвижный табор, удивлялись его конструкции и называли Шереметева истинным полководцем. Говорили, что он своё отступление выполнял по всем правилам военного искусства и в полном порядке».
После капитуляции войск В. Шереметева под Чудновом крымские татары ворвались в русский лагерь, где перебили и захватили в плен до 8 тыс. чел. На следующий день по требованию нурэддина Мурад Герая польское командование вынуждено было передать татарам главного московского воеводу В. Б. Шереметева.
В плену В. Шереметев, несмотря на своё высокое положение, содержался в нечеловеческих условиях. Сам Шереметев писал царю Алексею Михайловичу: «Хан мучил меня, никого так никто не мучает, которые есть государевы люди у мурз, у аг, и у чёрных татар. Кандалы на мне больше полпуда; четыре года беспрестанно я заперт в палату, окна заделаны каменьями, оставлено только одно окно. На двор из избы пяди не бывал я шесть лет и нужу всякую исполняю в избе; и от духу, и от нужи, и от тесноты больше оцынжал, и зубы от цынги повыпадали, и от головных болезней вижу мало, а от кандалов обезножел, да и голоден». Наконец в 1682 году ослепшего и тяжелобольного Шереметева хан согласился отпустить за выкуп. Вернувшись на родину, через полгода В. Шереметев скончался.